# Mirador de Taraccasa
El Parque Ecológico de Taraccasa también conocido como Mirador de Taraccasa es un parque ubicado sobre un morro a 9 km de la ciudad de Abancay, Perú. Cuenta con juegos recreativos, una laguna artificial y zoológico. Se encuentra al medio del morro una cruz. Tiene una vista de la ciudad de Abancay. Cuenta con especies animales y vegetales como de intimpa, el zorro andino la taruca.

## Ubicación
Se encuentra próximo a la carretera Abancay-Cusco. Está sobre un morro de la ciudad de Abancay.